# Muriel Furrer
Muriel Furrer (1 de juliol de 2006 - 27 de setembre de 2024) va ser una ciclista de muntanya, de carretera i ciclocròs suïssa. Va guanyar una medalla de bronze en el relleu mixt als Campionats d'Europa de ciclisme de muntanya de 2024. En ciclisme en ruta, va ser la subcampiona dels campionats nacionals juvenils tant a les proves de contrarellotge com a les curses en línia.
Va morir a causa de les ferides patides en un accident de cursa durant els Campionats del món de ciclisme en ruta el 27 de setembre de 2024, a l'edat de 18 anys. Furrer va estar una estona estirada desapercebuda al bosc al costat de la carretera on s'havia estavellat abans de ser transportada a l'hospital.
La Unió Ciclista Internacional va publicar un primer comunicat anunciant que podria cancel·lar totes les curses del Campionat del món. Tanmateix, a petició de la família de Furrer, es van disputar els actes previstos en la competició de 2024.